# スロベニア語版ウィキペディア
スロベニア語版ウィキペディア (スロベニアごばんウィキペディア、スロベニア語: Slovenska Wikipedija) はスロベニア語により記事が執筆され、ウィキメディア財団によって運営されるウィキペディアである。2002年3月8日に始まった。

## 歴史
- 2005年2月7日 記事数10,000項目到達
- 2005年12月17日 記事数20,000項目到達
- 2006年6月30日 記事数30,000項目到達
- 2007年2月15日 記事数40,000項目到達
- 2007年7月17日 記事数50,000項目到達
- 2010年8月15日 記事数100,000項目到達